# Gibbs-Donnan-evenwicht

Gibbs-Donnan-effect over een celmembraan

Het Gibbs-Donnan-evenwicht beschrijft het evenwicht, dat tussen twee oplossingen ontstaat die geladen deeltjes bevatten, wanneer die door een membraan van elkaar zijn gescheiden. De geladen deeltjes kunnen ionen of geladen moleculen zijn, het membraan kan een celmembraan zijn. 
Het evenwicht is naar de Amerikaan Josiah Willard Gibbs (1839-1903) en de Ier Frederick Donnan (1870-1956) genoemd. Donnan gaf in 1911 een beschrijving van het fenomeen in het Zeitschrift für Elektrochemie.
Het membraan is bij dit evenwicht semipermeabel, anders gezegd voor sommige geladen deeltjes die zich in de oplossingen bevinden selectief doorlaatbaar. De grote deeltjes worden gewoonlijk niet doorgelaten. De geladen eiwitmoleculen in de afbeelding komen niet door het membraan heen, de kleinere kalium- en chloor-ionen wel. Het celmembraan is een lipide dubbellaag.
Een gevolg van de selectieve doorlaatbaarheid van het membraan is het ontstaan van een elektrische potentiaal, uitgedrukt in mV, over de twee zijden van het membraan, de donnanpotentiaal. De twee oplossingen zullen door het verschil in ionenconcentratie eveneens in hun osmotische druk verschillen, uitgedrukt in Pa.